# شهرستان هود (تگزاس)
شهرستان هود، تگزاس (به انگلیسی: Hood County, Texas) یک سکونتگاه مسکونی در ایالات متحده آمریکا است که در تگزاس واقع شده‌است.

## خصوصیات
شهرستان هود ۱٬۱۳۱٫۸۳ کیلومترمربع مساحت دارد.